# Jul i fabriken
Jul i fabriken är ett humorprogram som sedan hösten 2012 produceras för Sveriges Radio P4. Producenter och programledare för programmet är Anna Granath, Johannes Hallbom, Max Landergård och Jakob Larsson.